# Nissan Motorsports International
Nissan Motorsports International (jap. ニッサン・モータースポーツ・インターナショナル株式会社, -kabushiki kaisha, engl. -Co., Ltd., kurz Nismo) ist die Motorsportabteilung des japanischen Automobilherstellers Nissan.
Das hauptsächliche Einsatzgebiet von Nismo ist der Motorsport, wie z. B. in der japanischen GT-Meisterschaft, und in anderen Klassen.
Aber auch Straßenfahrzeuge des Herstellers Nissan werden von Nismo veredelt und als getunte Sonderserien vertrieben, ähnlich wie z. B. durch die Unternehmen AMG für Mercedes-Benz oder die BMW M GmbH für BMW, so auch bekannte Sonderserien des Nissan Skyline für Straßen- und Renneinsatz.
Der Sitz des Unternehmens liegt im Tokioter Stadtteil Minami-Ōi.

## Modelle (Auswahl)

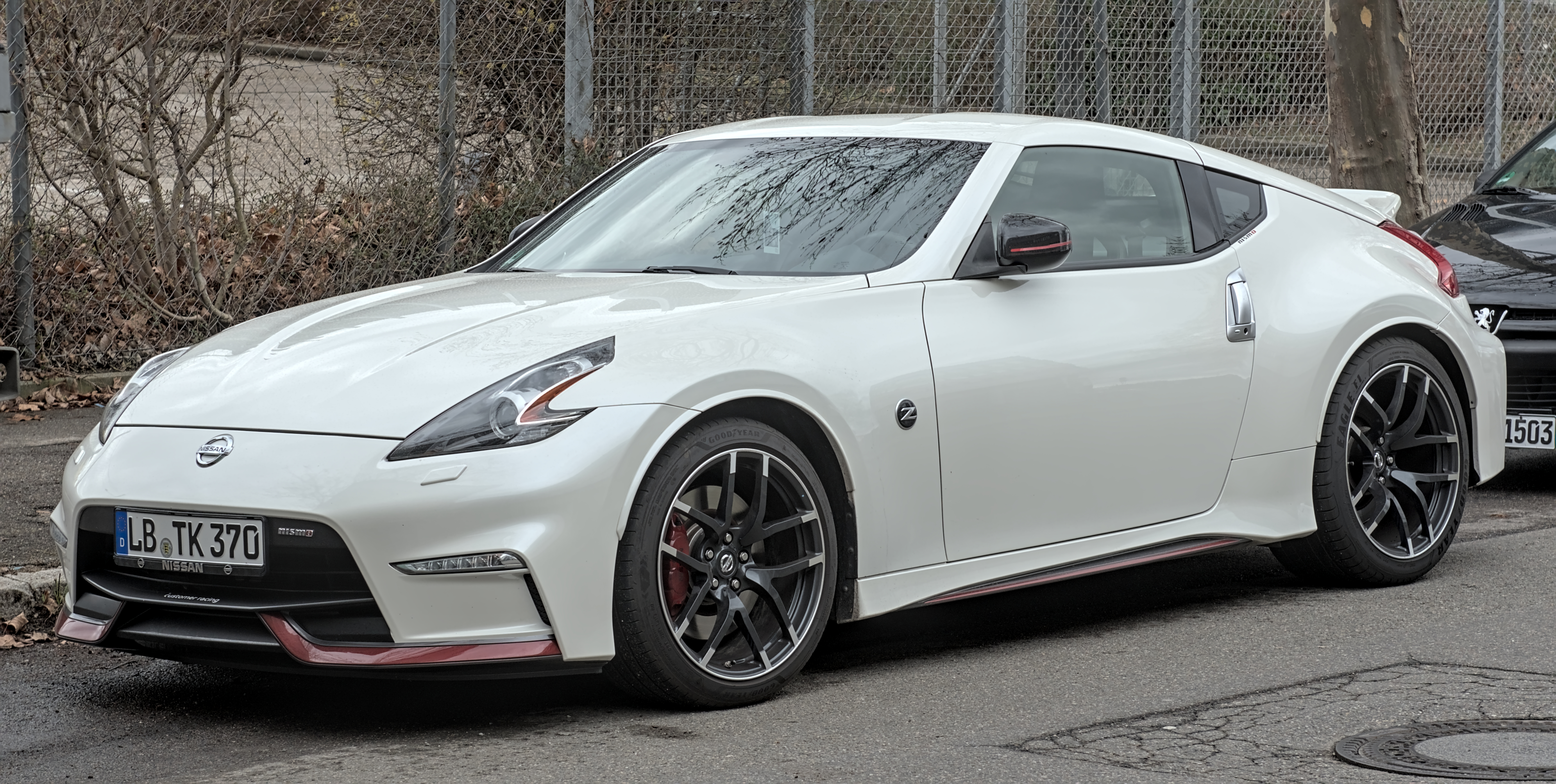
Nismo 370Z

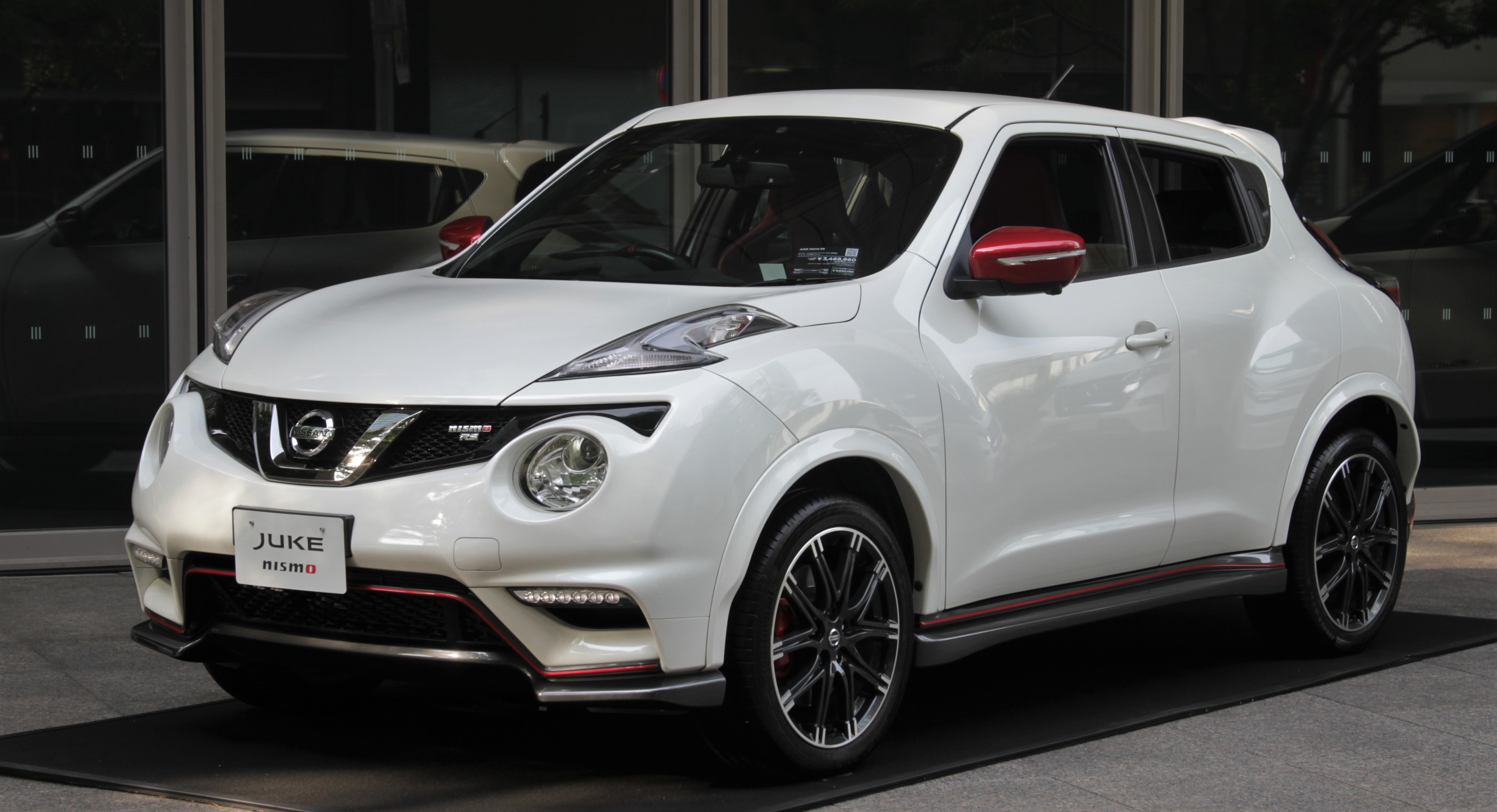
Nismo Juke

- Nismo 270R
- Nismo 400R
- Nismo 350Z
- Nismo 370Z
- Nismo GT-R
- Nismo Juke
- Nismo Patrol
- Nismo Sentra
- Nismo Pulsar
- Nismo Serena
- Nismo Note
- Nissan Micra Nismo

## Aktuelle Teams

### Super GT

#### GT500
- Nismo
- Nismo NDDP
- Team Impul
- Kondo Racing

#### GT300
- HELM Motorsports
- Kondo Racing

#### FIA Formel E
- Nissan Formel E Team